# Емих XI фон Лайнинген-Дагсбург-Фалкенбург
Емих XI фон Лайнинген-Дагсбург-Фалкенбург (на немски: Emich XI von Leiningen-Dagsburg-Falkenburg; * 15 декември 1540 в Палатинадо, Фалкенбург; † 13 март 1593 в Дюркхайм) е граф на Лайнинген-Дагсбург-Фалкенбург.
Той е вторият син на граф Емих X фон Лайнинген-Хартенбург фон Лайнинген-Дагсбург-Хартенбург (1498 – 1541) и съпругата му графиня Катарина фон Насау-Саарбрюкен (1517 – 1553), дъщеря на граф Йохан Лудвиг фон Насау-Саарбрюкен (1472 – 1545) и Катарина фон Мьорс († 1547). По-големият му брат е Йохан Филип I фон Лайнинген-Дагсбург-Хартенбург (1539 – 1562).

## Фамилия
Емих XI фон Лайнинген се жени на 18 февруари 1577 г. в Хартенбург за фрайин Урсула фон Флекенщайн (* 1553; † 24 октомври 1595), дъщеря на Георг I фон Флекенщайн († 1553) и Йохана фон Салм-Кирбург († 1595). Те имат децата:
- Анна Мария († сл. 1631), омъжена на 26 септември 1601 г. за граф Георг V (IV) фон Ортенбург (1573 – 1627)
- Йохан Лудвиг (1579 – 1625), граф на Лайнинген-Дагсбург-Фалкенбург, женен на 1 юни 1611 г. за Мария Барбара фон Зулц (1588 – 1625)
- Филип Георг (1582 – 1627), женен на 4 юли 1614 г. за Анна фон Ербах (1582 – 1650)
- Елизабет (1586 – 1623), омъжена на 8 януари 1620 г. за граф Йохан Филип II фон Лайнинген-Дагсбург-Хартенбург (1588 – 1643)
- Мария Урсула (1590 – 1649), омъжена I. на 17 юли 1604 г. за граф Арнолд II фон Мандершайд-Бланкенхайм (1546 – 1614), II. на 12 юни 1616 г. за алтграф Ернст Фридрих фон Залм-Райфершайт (1583 – 1639)